# Vital Heynen
Vital Heynen (Maaseik, 12 juni 1969) is een Belgisch volleybaltrainer en voormalig volleyballer.

## Levensloop
Sinds eind februari 2012 is hij trainer bij de Duitse nationale mannenploeg. In januari 2017 gaat hij aan de slag als bondscoach van de Belgische nationale mannenploeg (Red Dragons). Deze verlaat hij vroegtijdig om op 30 september 2018 met Polen de finale van het WK tegen Brazilië te winnen met 0-3.

## Sportieve successen

### Als Trainer
- Noliko Maaseik:

Belgisch Kampioenschap:
- 4 x 2007/08, 2008/09, 2010/11, 2011/12

Belgische SuperCup:
- 4 x 2007/08, 2008/09, 2009/10, 2011/12

Beker van België:
- 5 x 2006/07, 2007/08, 2008/09, 2009/10, 2011/12
- Tours VB:

Frans Supercup:
- 1 x 2014/15
- VfB Friedrichshafen:

Beker van Duitsland:
- 4 x 2015/16, 2016/17, 2017/18, 2018/19

Duitse Supercup:
- 4 x 2015/16, 2016/17, 2017/18, 2018/19
- Sir Safety Perugia:

Italiaanse Supercup:
- 2 x 2019/20, 2020/21